# Угар
Угар буквално означава разорано поле. Да бъде поставена земята под угар, означава да се поддържа изорана и чиста от плевели, незасята с нищо през целия вегетационен период (нарича се незаета угар). Казано по друг начин земята се оставя да почива като по механичен начин се премахват плевелите и не се наторява нито с изкуствен, нито с оборски тор. Тази система на земеделие е била широко застъпена в България до идването на ТКЗС-тата. В България незаета угар има само на някои ерозирани площи.